# دانیل ریدمارک
دانیل ریدمارک (انگلیسی: Daniel Rydmark؛ زادهٔ ۲۳ فوریهٔ ۱۹۷۰) بازیکن هاکی روی یخ اهل سوئد بود.